# Иванец
Иванец (хорв. Ivanec ) — город в Хорватии, в северо-западной части страны. Второй по величине город в Вараждинской жупании после Вараждина. Население — 5234 человека (2011).

## Общие сведения
Иванец расположен на северных склонах горного хребта Иваншчица, в историческом районе Хорватское Загорье. Стоит на горной речке Быстрице, впадающей в реку Бедню, приток Дравы.
Ближайшие города — Лепоглава (7 км к юго-западу), Вараждин (20 км к северо-востоку), Крапина (25 км к юго-западу). Через Иванец проходит шоссе Вараждин — Лепоглава, прочие дороги имеют местное значение.

## История
Город впервые упомянут в 1396 году, как владение епископа Ивановаца, своё имя он получил в результате упрощения фамилии первого владельца.
В XIX веке здесь началась разработка угольного месторождения, что привело к резкому росту населения Иванеца и ближайших окрестностей.

## Экономика
В городе расположена крупнейшая хорватская обувная фабрика «Иванчица». Игравшая ранее главную роль в экономике города добыча угля в последние годы резко сократилась. Увеличивается значение сельского хозяйства и пищевой промышленности, в настоящее время растёт роль туризма, в частности, развиваются термальные курорты на горячих источниках у подножия Иваншчицы, а многочисленные пещеры этого горного хребта привлекают спелеологов.